# Algemene Onderwijsbond
De Algemene Onderwijsbond, beter bekend als de AOb, is een Nederlandse vakbond voor het onderwijs die aangesloten is bij de FNV.
De AOb behartigt de belangen, beantwoordt vragen en organiseert activiteiten als cursussen voor zijn leden. Deze kunnen uit alle sectoren van onderwijs komen: het primair onderwijs, voortgezet onderwijs, beroeps- en volwassenenonderwijs, hoger onderwijs en overige zoals werkzoekenden en studenten. Zowel lesgevend als ondersteunend personeel kan lid worden.
Leden ontvangen ook het tijdschrift Het Onderwijsblad dat elf keer per jaar verschijnt.

## Geschiedenis
De AOb is op 1 januari 1997 ontstaan uit een fusie van eerder uit fusies ontstane organisaties.
In 1842 was opgericht Het Nederlandsch Onderwijzers Genootschap. Van het NOG werden vooral hoofden van scholen en leraren uit het voortgezet onderwijs lid. Het NOG zette zich in voor het ophouden van de stand en voor verdieping van het beroep. 
In 1874 was opgericht de Bond van Nederlandse Onderwijzers (BNO). De BNO zette zich in zowel voor verbetering van het onderricht en voor de belangen der jeugd, als voor het belang van de onderwijzer. Ze stond op het standpunt dat tussen beider belangen een onverbrekelijk verband bestaat. De BNO voerde actie voor een betere salariëring, voor een grotere zelfstandigheid voor de klasseonderwijzer, voor schoolvoeding en kleding van overheidswege, voor schoolartsen en voor gezondheid- en vakantiekolonies. Het NOG en de BNO bestreden elkaar dikwijls op bepaalde punten te vuur en te zwaard. Het kwam voor dat onderwijzers bij de aanstelling moesten beloven zich niet aan te zullen sluiten bij de BNO. 
In 1946 ontstond uit een fusie van het NOG en de BNO de Nederlandse Onderwijzers Vereniging (NOV).
In 1966 ontstond uit een fusie van de NOV en de Nederlandse Bond van leerkrachten bij het Nijverheidsonderwijs de Algemene Bond van Onderwijzend Personeel (ABOP). 
In 1997 ontstond uit een fusie van de ABOP met het - uit een fusie van het in 1830 opgerichte Genootschap van Leraren en de Algemene Vereniging voor Middelbaar Onderwijs (AVMO) en de Christelijke Vereniging voor Middelbaar en Hoger Onderwijs (CVHMO) en de Vereniging Sint-Bonaventura - in 1972 ontstane Nederlands Genootschap van Leraren (NGL), de Algemene Onderwijsbond (AOb).
Per 1 januari 2020 is de Vawo, de vakbond voor de wetenschap, gefuseerd met de AOb. Sindsdien behartigt de AOb dus ook de belangen van personeel in het wetenschappelijk onderwijs en onderzoek.